# August Güttinger
August Güttinger (* 10. Juli 1892; † November 1970 in Winterthur) war ein Schweizer Turner und zweifacher Olympiasieger.
Vereinsmässig begann Güttinger mit dem Turnen beim TV Veltheim in Winterthur.
Bei den Olympischen Sommerspielen 1924 in Paris nahm er an allen neun Wettkämpfen im Gerätturnen teil. Er gewann den Einzelwettbewerb am Barren und wurde Dritter im Tauhangeln. Ebenfalls siegreich war er mit der Schweizer Mannschaft im Mannschaftsmehrkampf.
Vier Jahre später an den Olympischen Sommerspielen in Amsterdam nahm er wiederum an allen sieben Wettkämpfen für die Herren teil. Im Mannschaftsmehrkampf konnte er mit der Schweizer Mannschaft abermals die Goldmedaille gewinnen. Als bestes Einzelergebnis erreichte er den fünften Platz im Seitpferd, wo die Gold- und Silbermedaille an seine Mannschaftskameraden Hermann Hänggi und Georges Miez gingen.